# DMT1
Дивалентни метални транспортер 1 (DMT1), такође познат као природни са отпором повезани макрофагни протеин 2 (NRAMP 2) или дивалентни катјонски транспортер 1 (DCT1), протеин је који је код људи енкодиран геном SLC11A2 (породица носача раствора 11, члан 2). DMT1 представља велику породицу ортологних металних јонских транспортних протеина који су високо очувани од бактерија до људи.